# Мари Лор Брине
Мари Лор Брине (фр. Marie-Laure Brunet; Ланемезан, 20. новембар 1988) је бивша француска биатлонка, освајачица олимпијских медаља у биатлону и једна од најбољих стрелаца на биатлонском стрелишту.
Биатлоном је почела да се бави 2003. године, а 2006. је постала члан француске репрезентације. Два пута је учествовала на Олимпијским играма. На својим првим играма 2010. године остварила је своје највеће успехе, освојила је сребрну и бронзану медаљу. Сребро је освојила као члан француске штафете, а бронзу у потери. У спринт трци била је шеста. Поново је учествовала на играма 2014. године у Сочију. У појединачној трци заузела је 17. место, у спринту 56, док се за време штафетне трке онесвестила. Због здравствених прoблема повукла се 2014. године из спорта.
На Светским првенствима освојила је осам медаља укључујући злато у мешовитој штафети. Учествовала је у седам сезона Светског купа од 2007/08. до 2013/14. Најбољи пласман у генералном поретку јој је седмо место у сезони 2011/12, тада је такође била трећа у генералном пласману за дисциплину масовни старт.